# Iva Radoš
Iva Radoš (Zagreb, 7. studenog 1995.), hrvatska taekwondoašica, osvajačica brončane medalje na svjetskom prvenstvu u Čeljabinsku 2015. godine, te brončane medalje na  I. Europskim igrama u Bakuu. Višestruka je europska prvakinja u juniorskoj i seniorskoj kategoriji i članica Hrvatske taekwondo reprezentacije. Trenira u zagrebačkom klubu Metalac, a 2014. bila je proglašena i klupskom senirokom godine.

## Športski uspjesi

### Juniorska karijera
Iva Radoš svoju je juniorsku karijeru započela osvajanjem titule europske prvakinje na Austraian Openu u Innsbrucku 6. lipnja 2010. u kategoriji iznad 68 kg. Nakon što je glatko prošla četvrtzavršnicu, u poluzavršnici prvenstva uvjerljivo je s 11:0 pobijedila hrvatsku predstavnicu Jelenu Krstonijević, koja je tim porazom osvojila brončano odličje za Hrvatsku. U završnici prvenstva je na zlatni bod (4:3) pobijedila norvešku predstavnicu Tinu Roe Skaar, i time na svom prvom juniorskom nastupu osvojila naslov europske juniorske prvakinje.
Na 16. Otvorenom prvenstvu Hrvatske u taekwondou Radoš je osvojila brončano odličje, izgubivši u polufinalu od bosanskohercegovačke predstavnice Doris Buco 3:1. S istim učinkom gostovala je na 32. Belgian Openu 2011. u Gentu, gdje je izgubivši u poluzavršnici od Poljakinje Maje Molske na zlatni bod (8:7), osvojila brončano odličje u kategoriji iznad 68 kg.
| Austrian Open 2010.    | Austrian Open 2010. | Austrian Open 2010. | Austrian Open 2010. |
| Rang natjecanja        | Protivnik           | Rezultat            | Ishod               |
| ---------------------- | ------------------- | ------------------- | ------------------- |
| Poluzavršnica          | Jelena Krstonijević | 11:0                | Pobjeda             |
| Završnica              | Tina Roe Skaar      | 4:3                 | Pobjeda             |
| Croatia Open 2010.     |                     |                     |                     |
| Poluzavršnica          | Doris Buco          | 3:1                 | Poraz               |
| 32. Belgian Open 2011. |                     |                     |                     |
| Poluzavršnica          | Maja Molska         | 8:7                 | Poraz               |

### Seniorska karijera
Na 17. Croatia Openu u kategoriji iznad 68 kg osvojila je zlatno odličje, pobijedivši Srpkinju Anu Bajić 7:2.
Na Galeb Openu u Beogradu 2014. Iva Radoš po treći je puta postala svjetska prvakinja pobijedivši olimpijsku pobjednicu Milicu Mandić.
Na nizozemskom Dutch Openu je kao sedamnestogodišnjakinja osvojila srebrno odličje izgubivši u finalu protiv Nizozemke na zlatni bod.
Na europskom prvenstvu u Bakuu osvojila je zlatnu medalju pobijedivši olimpijsku pobjednicu Milicu Mandić 6:3. U prvom kolu pobijedila je Šveđanku Casandru Ikonen 15:3. te je time osigurala ždrijeb za osminu finala. Nakon što joj je ždrijeb već u osmini finala donio drugu nositeljicu, Nizozemku Reshmie Oognik, Iva ju je nakon regularnog rezultata od 3:3 pobijedila na zlatni bod. Tom važnom pobjedom plasirala se u četvrtzavršnicu, gdje se borila protiv Slovenke Dunje Lemajić, koju je pobijedila 7:3. Još bolji i uvjerljiviji nastup imala je u polufinalu protiv Turkinje Asene Furkan Aydin, koju je svladala s 9:3, ali s tim da su sva tri boda Turkinji pripala kao opomena hrvatskoj reprezentativki, što znači da Turkinja igrom nije osvojila niti jedan poen.
Nakon europskog prvenstva u Bakuu, proglašena je najboljom europskom taekwondo seniorkom.
Osvajanjem zlatne medalje na Otvorenom prvenstvu Francuske u Parizu, Iva se približila potrebnoj normi za odlazak na Olimpijske igre u Riju 2016.
Prvi nastup 2015. obilježila je osvajanjem zlatnog odličja na Otvorenom prvenstvu Grčke, pobijedivši u poluzavršnici Šveđanku Casandru Ikonen 6:2, te svadavši Furkanu Asenu Aydin na zlatni bod (5:4) u završnici kategorije do 73 kg. Dobre nastupe prije europskog prvenstva ostvarila je osvajanjem srebra na Fajr Openu u Teheranu, izgubivši u završnici od domaće predstvanice Akram Khodabandeh 5:1 i Qatar Openu u Dohi, gdje je u završnici bolja bila Južnokorejka In-Jong Lee. Na 42. Otvorenom prvenstvu Nizozemske (Dutch Open 2015.) osovojila je srebrnu medalju, predavši završni meć Srpkinji Milici Mandić. U prvom kolu turnira pobijedila je Francuskinju Anne-Caroline Graffe, srebrnu s OI, svjetsku i europsku prvakinju. Nakon toga bila je bolja od Anike Godel (Poljska), Ebru Yumlu (Turska) i Aleksandre Krzeminiecke (Poljska). Završnu borbu predala je Milici Mandić bez borbe, zbog ozljede šake.
Također, na Svjetskom prvenstvu u ruskom Čeljabinsku ožujku 2015. godine osvojila je brončanu medalju, izgubivši u završnici od Kineskinju Shuyin Zheng s visokih 8:1.
| Svjetsko prvenstvo 2015. | Svjetsko prvenstvo 2015. | Svjetsko prvenstvo 2015. | Svjetsko prvenstvo 2015. |
| Rang natjecanja          | Protivnik                | Rezultat                 | Ishod                    |
| ------------------------ | ------------------------ | ------------------------ | ------------------------ |
| Šesnaestzavršnica        | Men Nicole               | 4:1                      | Pobjeda                  |
| Osmozavršnica            | Marina Tedeeva           | 6:5                      | Pobjeda                  |
| Četvrtzavršnica          | Aleksandra Krezmieniecka | 5:4                      | Pobjeda                  |
| Poluzavršnica            | Shuyin Zheng             | 1:8                      | Poraz                    |

Na I. Europskim igrama u Bakuu Radoš je osvojila treće mjesto u kategoriji preko 67 kilograma nakon što je pobijedila Španjolku Rosannu Simon Alamo 12-4 dok je njezin sunarodnjak dok je Golec u kategoriji preko 80 kg bio bolji od Nizozemca Jeroena Wanrooija 7-5. O svojem uspjehu Radoš članica zagrebačkog Metalca izjavila je: 
Na europskom prvenstvu u Montreuxu osvojila je zlatnu medalju pobijedivši olimpijsku pobjednicu Srpkinju Milicu Mandić na bodove 1:0.

## Vanjske poveznice
- Večernji list - svi članci